# Michael Blanchy
Michael Blanchy (* 24. September 1981 in Verviers) ist ein ehemaliger belgischer Radrennfahrer.

## Karriere
Michael Blanchy gewann 2002 die Trofee Jong Mar Moedig, den Grand Prix du Haut-Escaut und wurde Dritter bei Paris–Roubaix Espoirs. Im nächsten Jahr gewann er die Internatie Reningelst, zwei Etappen bei der Tour de Liège und ein Teilstück der Ronde van Antwerpen. 2004 wurde er Profi bei dem belgischen Radsportteam Chocolade Jacques. Im nächsten Jahr wechselte er zu dem Continental Team Jartazi Granville, wo er eine Etappe bei Le Triptyque des Monts et Châteaux gewann und zweite Plätze beim Omloop Vlaamse Scheldeboorden und Grand Prix de la ville de Pérenchies. 2006 war er auf einem Teilstück bei La Tropicale Amissa Bongo erfolgreich, gewann die Bergwertung beim Circuit Franco-Belge und wurde Zweiter beim Puivelde Koerse. In der Saison 2007 fuhr er für die belgische Mannschaft Babes Only-Villapark Lingemeer-Flanders, wo er den Grand Prix Claude Criquielion gewann. Blanchy wechselte nochmals 2008 und 2009 zu anderen Teams ohne nennenswerte Erfolge zu erzielen. Ab 2010 fuhr Blanchy in verschiedenen Vereinsteams weiter Radrennen. 2011 wurde er beim Grand Prix d’Escaudœuvres positiv auf, vermutlich Pseudoephedrin, getestet und für 3 Jahre gesperrt. 2019 wurde bekannt, dass er angeblich ein weiteres Mal gesperrt wurde, jedoch ohne weitere Informationen zur Verfehlung und unter welchen Umständen diese aufgedeckt wurde. Er kehrte 2021 wieder zu einem Vereinsteam zurück.

## Erfolge
2005
- eine Etappe und Bergwertung Le Triptyque des Monts et Châteaux

2006
- eine Etappe La Tropicale Amissa Bongo

2007
- Grand Prix Criquielion